# Дармштадтская мадонна

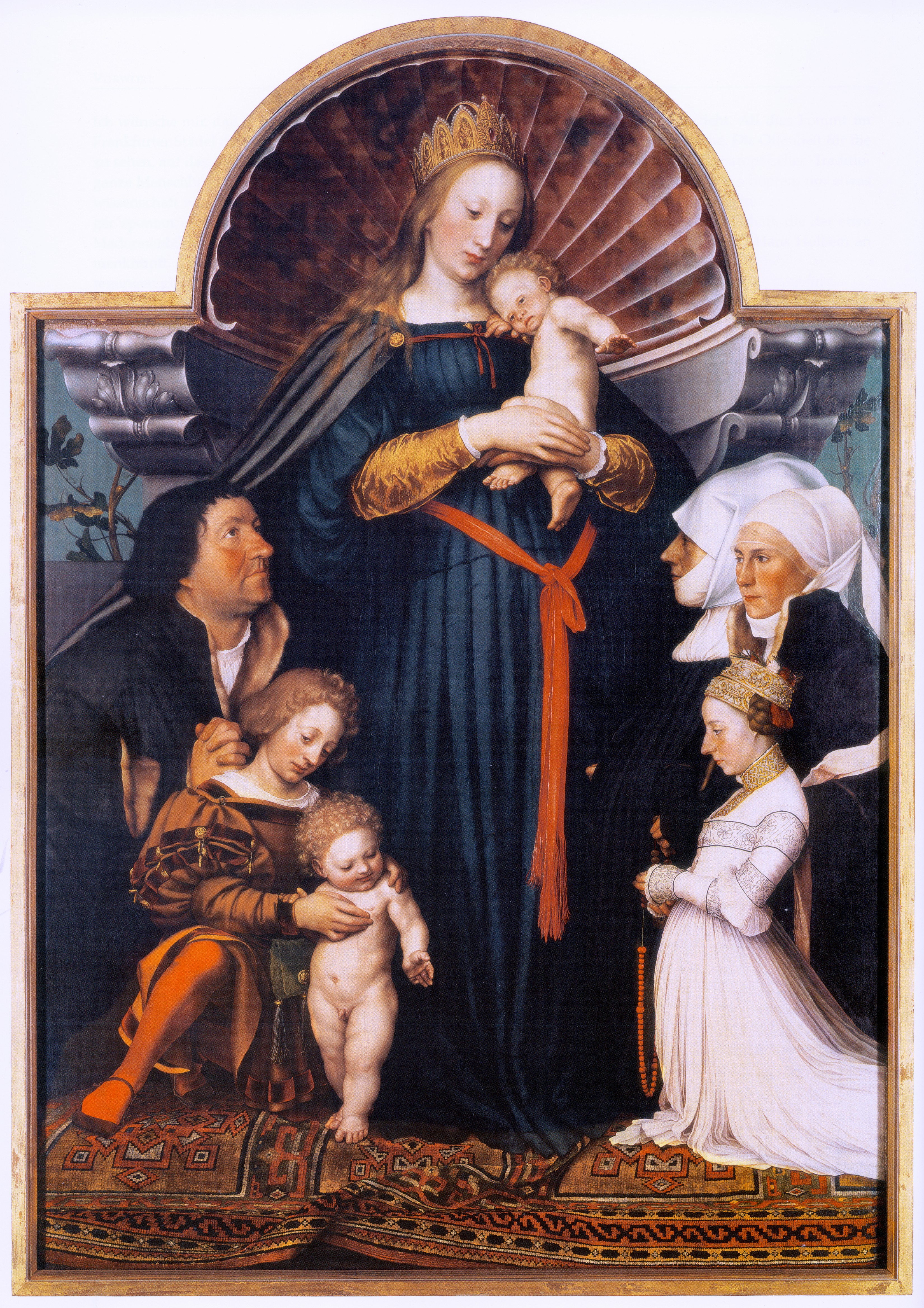
«Дармштадтская мадонна». 1526

«Дармштадтская мадонна» (нем. Darmstädter Madonna, также «Мадонна бургомистра Мейера» (нем. Madonna des Bürgermeisters Meyer) — картина немецкого художника Ганса Гольбейна Младшего, написанная им в 1526 году в Базеле по заказу бургомистра города Якоба Мейера. Получила в искусствоведении название по немецкому городу Дармштадту, где она длительное время демонстрировалась в дворцовом музее. Картина написана Гольбейном под влиянием итальянской религиозной живописи эпохи Возрождения и портретного искусства старых голландских мастеров. «Дармштадтская мадонна» — последняя работа Гольбейна перед его отъездом в Англию.
В центре картины изображена Дева Мария с младенцем Иисусом в окружении донатора Майера, его первой почившей и второй жён и дочери. Кем являются ещё два изображённых слева персонажа, достоверно неизвестно. «Дармштадтская мадонна», как принято считать, является демонстрацией приверженности бургомистра Майера католическому вероисповеданию. Необычное обрамление картины объясняется её изначальным предназначением для личной капеллы семьи Мейеров во дворце в Гундельдингене. 
С 2004 года «Дармштадтская мадонна» временно находилась в экспозиции Штеделевского художественного института во Франкфурте-на-Майне, а в 2011 году была приобретена у наследников Гессенского дома предпринимателем и коллекционером искусства Райнхольдом Вюртом для музея Кунстхалле Вюрт. С января 2012 года «Дармштадтская мадонна» демонстрируется в бывшей церкви иоаннитов в городе Швебиш-Халль. Картина включена в реестр культурного достояния Баден-Вюртемберга, её вывоз за пределы Германии запрещён.